# What's the Colour of Money?
What's the Colour of Money is een nummer van de Britse band Hollywood Beyond uit 1986. Het is de eerste single van hun album If.
Volgens frontman Mark Rogers gaat het nummer over hard moeten zwoegen voor je geld. In de tekst vraagt hij zich waarom je zo veel op moet geven voor iets dat zo noordzakelijk is. "What's the Colour of Money?" werd een hit in diverse Europese landen. Het bereikte de 7e positie in het Verenigd Koninkrijk. In de Nederlandse Top 40 kwam het tot de 9e en in de Vlaamse Radio 2 Top 30 de 8e.